# Ekeby, Norrtälje kommun
Ekeby är en bebyggelse sydväst om Ösmaren i Roslags-Bro socken i Norrtälje kommun. Mellan 2015 och 2020 avgränsade SCB här en småort.